# Brian Walton
Brian Clifford Walton (nascido em 18 de dezembro de 1965) é um ex-ciclista de estrada canadense. É medalhista de prata na corrida por pontos, conquistada nos Jogos Olímpicos de Verão de 1996, em Atlanta.